# Amplification hélicase-dépendante
Pour les articles homonymes, voir HDA.
L'amplification hélicase-dépendante (helicase-dependent amplification, HDA) est une méthode d'amplification in vitro de l’ADN (comme la réaction en chaîne par polymérase, PCR) à la différence près qu'elle a lieu à une température constante. 

## Introduction
La réaction en chaîne par polymérase est la méthode la plus largement utilisée pour l'amplification in vitro de l'ADN dans les domaines de la biologie moléculaire et de la recherche biomédicale. Ce processus implique la séparation de l’ADN double brin à haute température en simple brins (l’étape de dénaturation, généralement réalisée à 95–97 °C), l'hybridation des amorces sur l'ADN simple brin (l'étape d'annealing) et la copie des simple brins pour créer un nouvel ADN double brin (l'étape d'extension qui nécessite l'ADN polymérase). La réaction doit être effectuée dans un thermocycleur. Ces machines sont volumineuses, chères et coûteuses en termes de fonctionnement et d’entretien, ce qui limite les applications potentielles de l’amplification de l’ADN en dehors du laboratoire (par exemple, lors de l’identification de micro-organismes potentiellement dangereux sur le terrain, ou en milieu hospitalier lors de soins pour un patient). Bien que la PCR soit généralement associée au cyclage thermique, le brevet original de Mullis et al. décrit l'utilisation d'une hélicase comme moyen de dénaturation de l'ADN double brin, incluant de ce fait une amplification isotherme des acides nucléiques. In vivo, l'ADN est répliqué par des ADN polymérases avec diverses protéines accessoires, y compris une ADN hélicase qui agit pour séparer l'ADN en déroulant la double hélice de l'ADN. La HDA a été développée à partir de ce concept, utilisant une hélicase (une enzyme) pour dénaturer l'ADN.

## Méthodologie
Les brins d'ADN double brin sont d'abord séparés par une ADN hélicase et recouverts par des protéines liant l'ADN simple brin (ADNss).  Dans la deuxième étape, deux amorces spécifiques à une séquence s'hybrident à chaque bord de la matrice d'ADN.  Les ADN polymérases sont ensuite utilisées pour étendre les amorces annelées aux matrices afin de produire un ADN double brin et les deux produits d'ADN nouvellement synthétisés sont ensuite utilisés comme substrats par des hélicases à ADN, entrant dans le cycle suivant de la réaction.  Ainsi, une réaction en chaîne simultanée se développe, entraînant une amplification exponentielle de la séquence cible sélectionnée (voir Vincent et al ., 2004  pour un diagramme schématique). 

## Progrès actuels, avantages et inconvénients de la HDA
Depuis la publication de sa découverte, la technologie HDA est utilisée pour un "test d'acide nucléique simple, facile à adapter pour la détection de Clostridium difficile". D'autres applications incluent la détection rapide de Staphylococcus aureus par l'amplification et la détection d'une courte séquence d'ADN spécifique à la bactérie. Les avantages de la HDA sont qu’elle fournit une méthode rapide d’amplification de l’acide nucléique d’une cible spécifique à une température isothermique ne nécessitant pas de thermocycleur.  Cependant, l’optimisation des amorces et parfois des tampons est requise au préalable par le chercheur.  Normalement, l'optimisation des amorces et des tampons est testée et réalisée via PCR, ce qui soulève la question de la nécessité de dépenser davantage pour un système séparé afin de réaliser l'amplification réelle.  Malgré l'argument de vente selon lequel HDA rend caduque l'utilisation d'un thermocycleur et permet donc d'effectuer des recherches sur le terrain, une grande partie du travail requis pour détecter les micro-organismes potentiellement dangereux est effectuée dans un laboratoire de recherche / hôpital. Actuellement, la HDA ne permet pas encore de diagnostiquer la masse un grand nombre d’échantillons, alors que les réactions de PCR effectuées dans un thermocycleur pouvant contenir des plaques d’échantillons multipuits permettent l’amplification et la détection d'une cible ADN recherchée, typiquement à partir de 96 échantillons, voire 384. Le coût d'achat des réactifs pour la HDA est également relativement élevé par rapport à celui des réactifs pour PCR, d'autant plus qu'il s'agit d'un kit prêt à l'emploi. 